# Napoleons öppning
Den här artikeln använder algebraisk schacknotation för att beskriva schackdragen.
Napoleons öppning, uppkallad efter Napoleon Bonaparte själv, är en ovanlig schacköppning som karaktäriseras av dragen:
1. e4 e5
2. Df3
Liksom nybörjarens öppning är ett av damdragets motiv möjligheten till skolmatt.